# リカルド・パンプーリ
リカルド・パンプーリ（Riccardo Pampuri、本名：エルミニオ・エミリオ・アントーニオ、1897年8月2日 - 1930年11月1日）は、イタリアの医師、カトリック教会聖ヨハネ病院修道会修道士、聖人。

## 生涯
リカルドは北イタリア・パヴィーア近郊のトリボルシオという村でイノチェンテ・パンプーリとアンジェラ・カンパーリの10番目の子供として生まれた。1900年、エルミニオが3歳のころ、母アンジェラが44歳で死去、母方の叔父に当たるジョヴァンニ・カンパーリに預けられた。父イノチェンテはぶどう酒販売業を営んでいたが酒癖であり妻に暴力を振るい経済的に困窮であった。1907年、父はミラノに移り住んだ後、交通事故で死去した。10人兄弟姉妹のうち、一人が結婚、姉マリーア・ロンジーナが「聖母マリアの汚れないみ心のフランシスコ宣教修道女会」の修道女として長寿し、1977年、エジプト・カイロで死去した。
エルミニオを引き取った叔父は良心的な医師で敬虔なキリスト教徒であった。彼は叔父のもとで育ち、名前をエミリオを改名した。しかしトリボルシオには学校が無くエミリオは近隣の学校に通い教育を受け、当時の教師は後に「非常に勉強熱心な生徒だった」と証言した。彼はパヴィアの高等学校まで進学し、カトリック教会の活動会を設立したりした。
1915年、バヴィアの大学医学部に入学し優秀な成績を修めた。その在学中に第一次世界大戦が勃発、1917年4月1日、エミリオは衛生隊として徴兵され、同年秋、イタリア軍は大敗を喫し従軍医が放棄した医療品を救い、敵の攻撃から無事に逃れラティザナという町に到着した。町民からの歓迎を受け、後に勲章を授与され年金も支給された。しかし、肋膜炎に罹り生涯その病気に苦しめられることになる。1920年4月、除隊し、翌1921年に卒業し医学博士号を習得した。
医師となったエミリオはミラノ近郊のモリモンドという村の嘱託医となり村民の診察に当たった。彼は他の医師とは異なり質素な生活意を送り、貧しい患者のために自分に金額を負担し薬品を患者に提供した。そのため彼は村民から大変信頼を受けた。
また私生活ではエジプトにいる姉ロンジーナに手紙を送り近況を報告したりした。そのころ、パンプーリは修道士になることを抱き、希望であるフランシスコ会に入会を申し込んだが断られ、次にイエズス会を希望したが断られ、3年経過し担当していた患者が死に再び修道生活を考えるようになる。彼は司祭から聖ヨハネ病院修道会を紹介され、1927年、ブレシアの修道院に入会した。1928年、初誓願を立て、修道名を「リカルド」にした。彼は付属病院の掃除係に配属され清掃を担当した。また医師時代の経験を生かして患者の診察、歯科部長を担当したりした。
だが、肋膜炎が悪化し1930年5月1日、33歳で帰天（死去）した。パンプーリは教会によってその聖徳が認められ、1981年11月4日に列福され、1982年1月4日、スペインで父親と薪拾いの最中に右眼を負傷した10歳の少年がパンプーリの取次ぎによって奇跡的治癒で完治され、1989年11月1日、ローマ教皇ヨハネ・パウロ2世によって列聖された。